# Daniele Capezzone

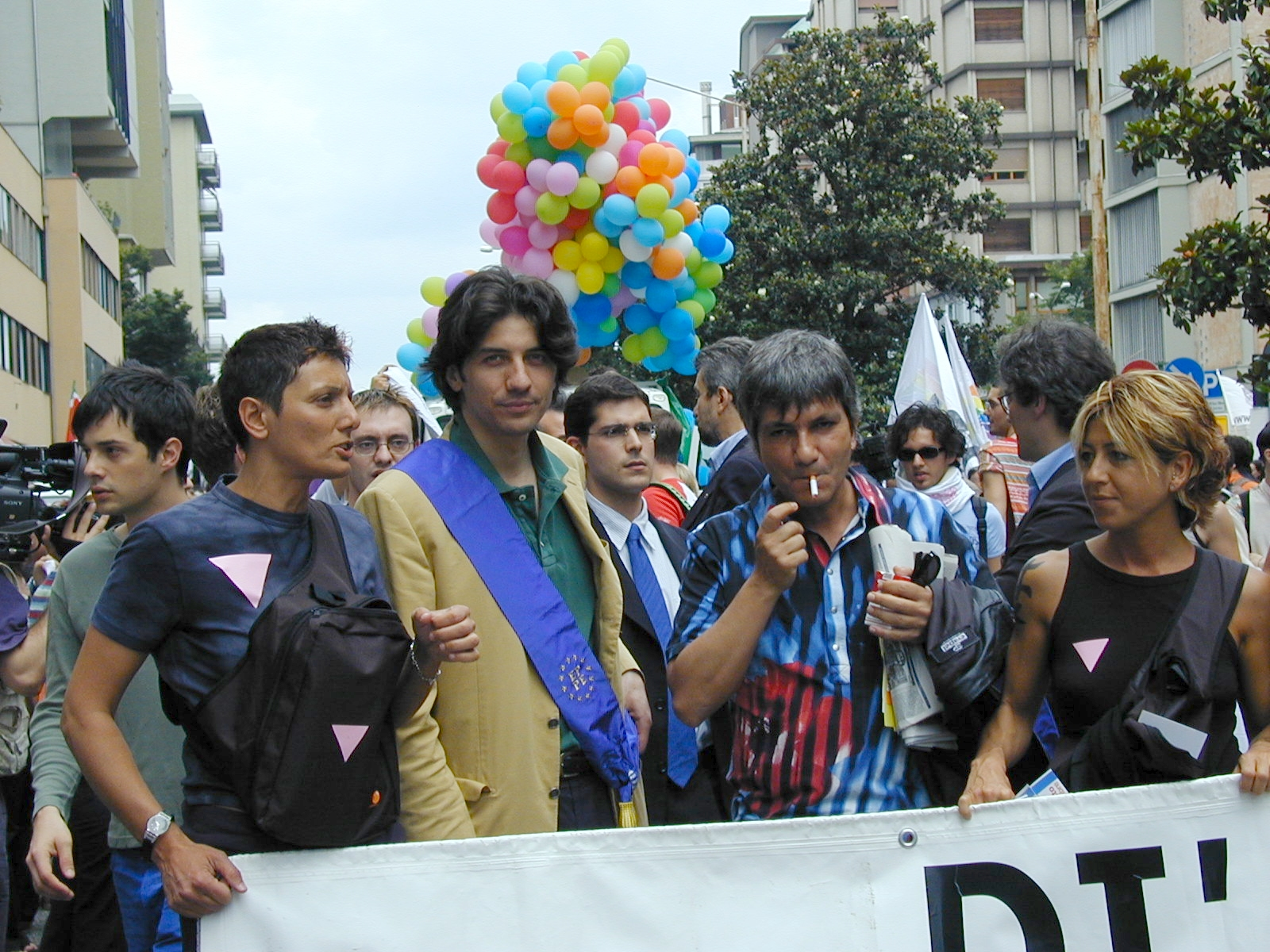
Z niebieską szarfą Marco Cappato, z papierosem Nichi Vendola, pomiędzy nimi Daniele Capezzone; parada Gay Pride w Padwie w 2002

Daniele Capezzone (ur. 8 września 1972 w Rzymie) – włoski polityk, deputowany i były lider włoskich radykałów, rzecznik prasowy Ludu Wolności.

## Życiorys
Po ukończeniu szkoły średniej podjął studia prawnicze na Uniwersytecie Luiss-Guido Carli w Rzymie. W 1998 poznał Marca Pannellę, historycznego przywódcę włoskiego ruchu radykalnego, stając się wkrótce jednym z jego najbliższych współpracowników. Dla zaangażowania się w działalność polityczną przerwał studia. Gdy w 2001 radykałowie ponownie utworzyli partię polityczną pod nazwą Włoscy Radykałowie (Radicali Italiani), Daniele Capezzone został jej sekretarzem krajowym.
Opublikował dwie poświęcone polityce książki: Uno shock radicale per il XXI secolo w 2003 (prezentowaną m.in. przez American Enterprise Institute w 2004) i Euroghost – Un fantasma s’aggira per l’Europa: l’Europa w 2004. Brał udział w licznych akcjach swojego ugrupowania, w tym w strajkach głodowych, protestując m.in. przeciwko przeludnieniu więzień. Pisywał dla gazet „Libero” i „The Washington Times”. Występował w satyrycznym show telewizyjnym Markette (emitowanym przez kanał La7). Od 2001 do 2007 prowadził programy w partyjnej stacji Radio Radicale.
W 2005 należał do inicjatorów utworzenia libertariańsko-socjalistycznej koalicji Róża w Pięści, w skład której weszli Włoscy Radykałowie i Włoscy Demokratyczni Socjaliści. Nowa federacja przystąpiła do centrolewicowego bloku L’Unione. W wyborach parlamentarnych w 2006 z jej ramienia Daniele Capezzone uzyskał mandat posła do Izby Deputowanych XV kadencji. W parlamencie objął stanowisko przewodniczącego jednej ze stałych komisji jako pierwszy w historii przedstawiciel nurtu radykalnego. W tym samym roku publicznie ujawnił, że jest biseksualistą.
W listopadzie 2006 Daniele Capezzone zrezygnował z ubiegania się o funkcję w partii na kolejną kadencję. Wkrótce stał się krytykiem współtworzonego przez RI rządu Romano Prodiego. W czerwcu 2007 założył własne polityczne stowarzyszenie (pod nazwą Decidere!). Kilka miesięcy później ostatecznie opuścił partię radykalną i jej klub parlamentarny, do końca kadencji pozostając posłem niezrzeszonym.
Ze swoją nową organizacją przystąpił do centroprawicowego Domu Wolności, Silvia Berlusconiego. W 2008 nie ubiegał się o reelekcję do parlamentu. W maju tego samego roku został rzecznikiem prasowym Forza Italia, a w kwietniu 2009 objął tożsame stanowisko we współtworzonym m.in. na bazie FI ugrupowaniu Lud Wolności.
W 2013 powrócił do parlamentu, został wybrany do Izby Deputowanych XVII kadencji z listy PdL.